# Wote

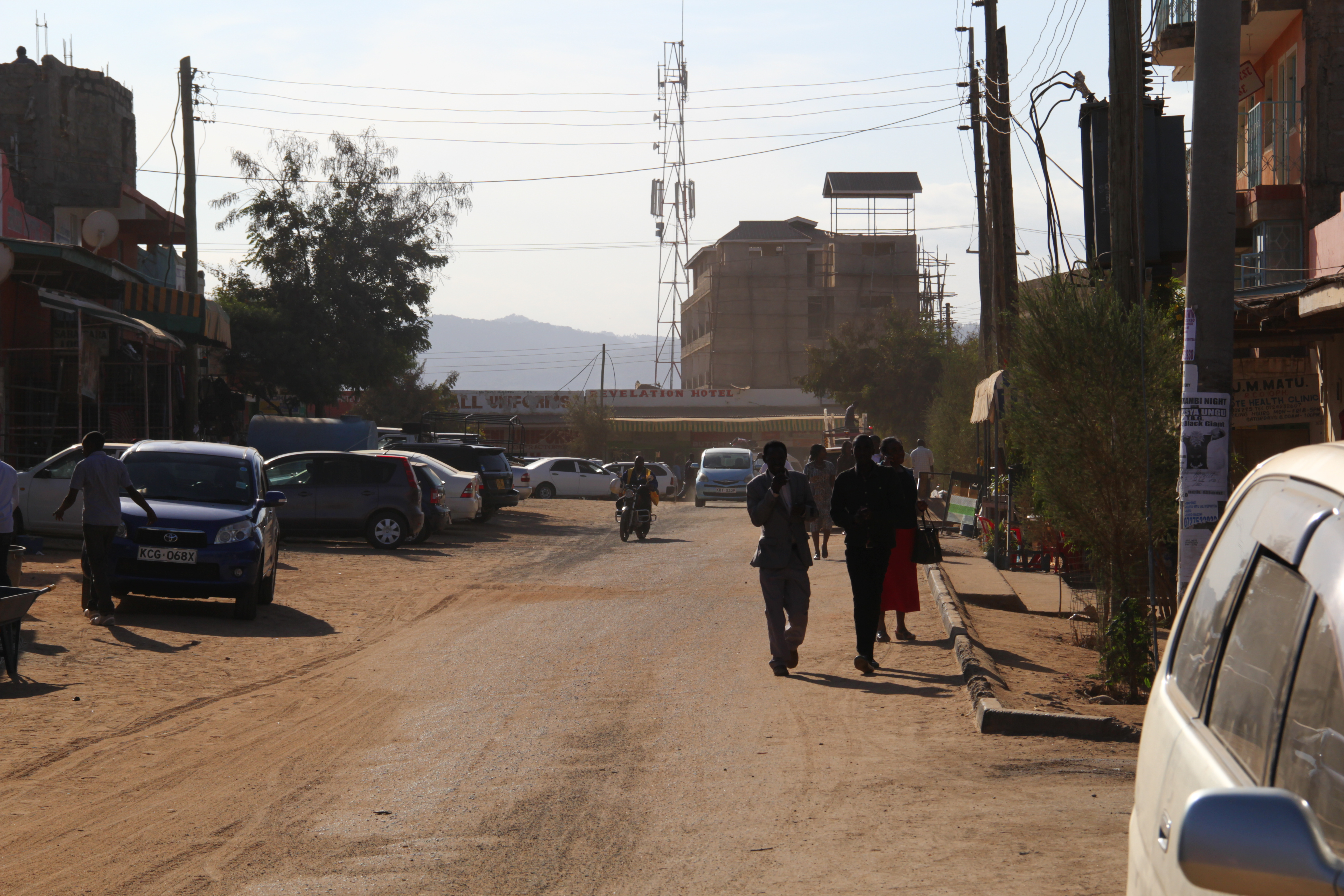
Wote

Wote är huvudort i distriktet Makueni i provinsen Östprovinsen i Kenya. Wote är indelad sex wards: Kako, Kaumoni, Kikumini, Muvau, Nziu och Wote. 